# Garches
Garches è un comune francese di 18 559 abitanti situato nel dipartimento dell'Hauts-de-Seine nella regione dell'Île-de-France.

## Società

### Evoluzione demografica
Abitanti censiti

## Ospedale
- Hôpital Raymond-Poincaré